# Regola
Regola är en stadsdel i Rom och tillika ett av Roms rioni. Namnet ”Regola” härleds från Arenula, en typ av sand som Tibern förde med sig upp på land vid översvämningar.

## Kyrkor i urval
- Santa Brigida a Campo dei Fiori
- Santa Caterina della Rota
- Santa Caterina da Siena a Via Giulia
- Sant'Eligio degli Orefici
- San Filippo Neri in Via Giulia
- San Girolamo della Carità
- Santi Giovanni Evangelista e Petronio dei Bolognesi
- Santa Lucia del Gonfalone
- Santa Maria in Monserrato degli Spagnoli
- Santa Maria in Monticelli
- Santa Maria dell'Orazione e Morte
- Santa Maria del Pianto
- Santa Maria della Quercia
- San Paolo alla Regola
- San Salvatore in Campo
- San Salvatore in Onda
- Santo Spirito dei Napoletani
- San Tommaso di Canterbury
- San Tommaso ai Cenci
- Santissima Trinità dei Pellegrini

### Dekonsekrerade kyrkor
- San Giovanni in Ayno

### Rivna kyrkor
- Sant'Andrea de Azanesi
- San Bartolomeo dei Vaccinari (Santo Stefano de Arenula)
- San Benedetto de Arenula
- San Cesario de Arenula
- San Francesco d'Assisi a Ponte Sisto
- Santa Maria dei Calderari
- Santa Maria in Caterina
- San Martino ai Pelamantelli
- San Nicola degli Incoronati
- Santa Teresa a Monserrato
- Santi Teresa e Giovanni della Croce dei Carmelitani
- San Tommaso de Hispanis
- Oratorio della Santissima Trinità dei Pellegrini
- San Trofimo
- Santi Vincenzo e Anastasio alla Regola

## Bilder

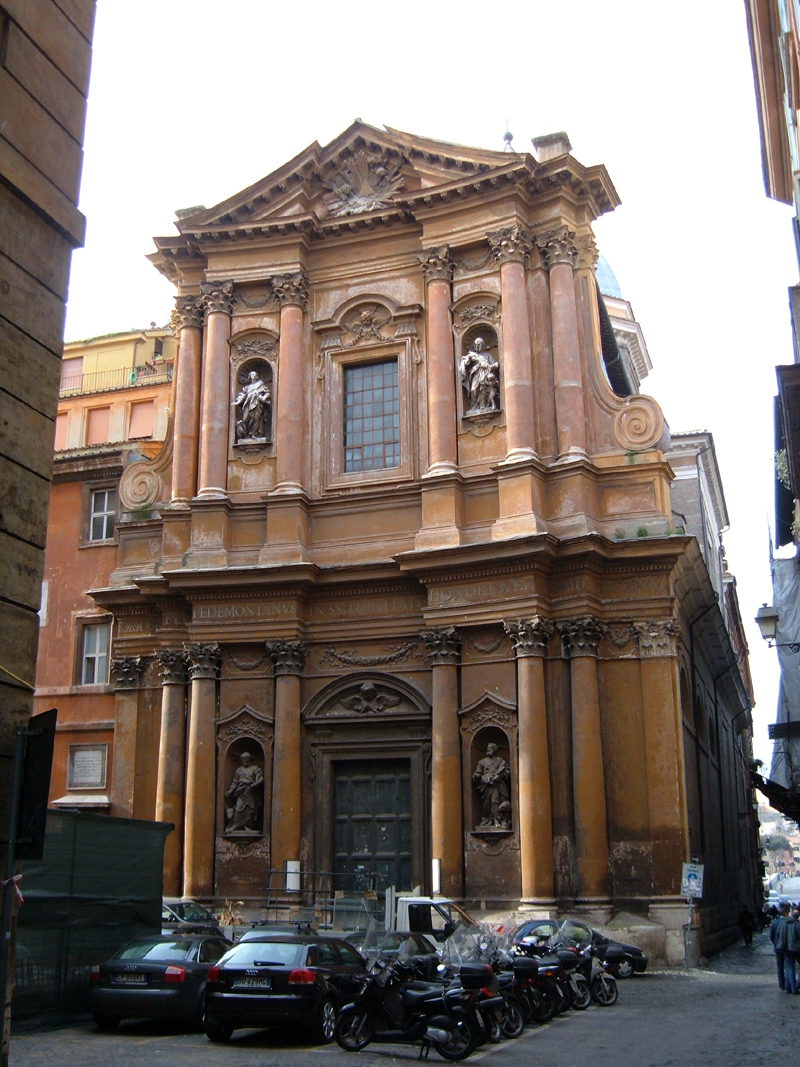
Santissima Trinità dei Pellegrini.
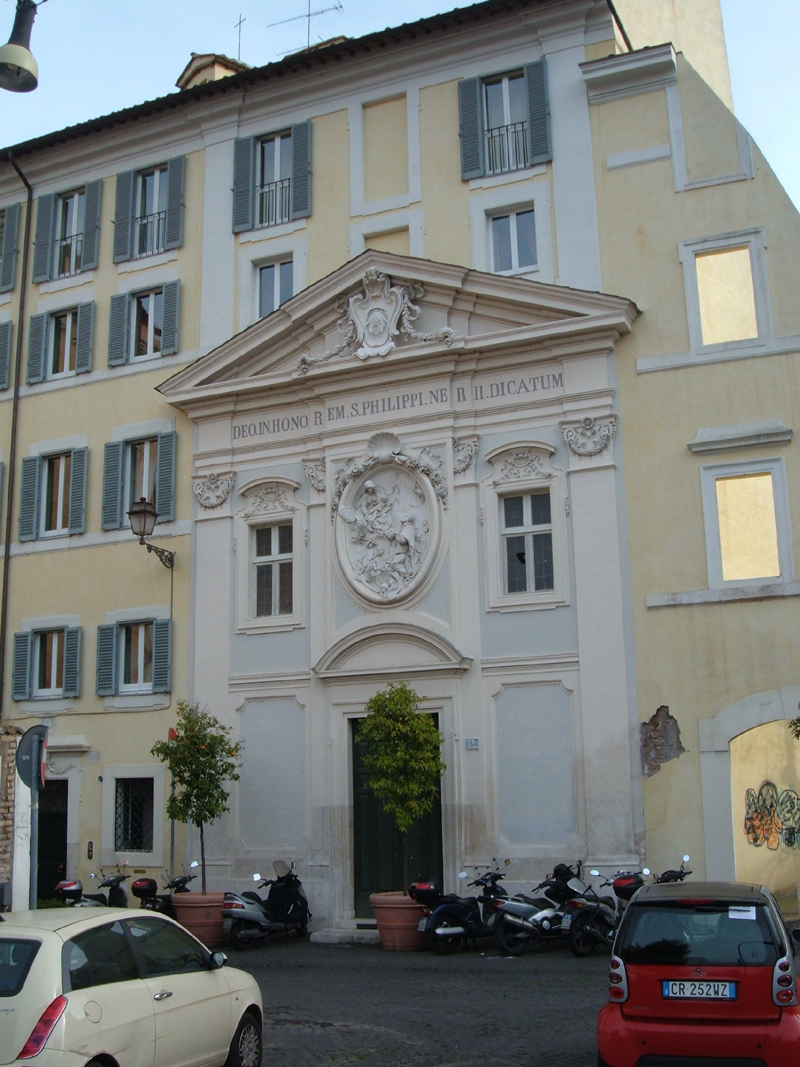
San Filippo Neri in Via Giulia.
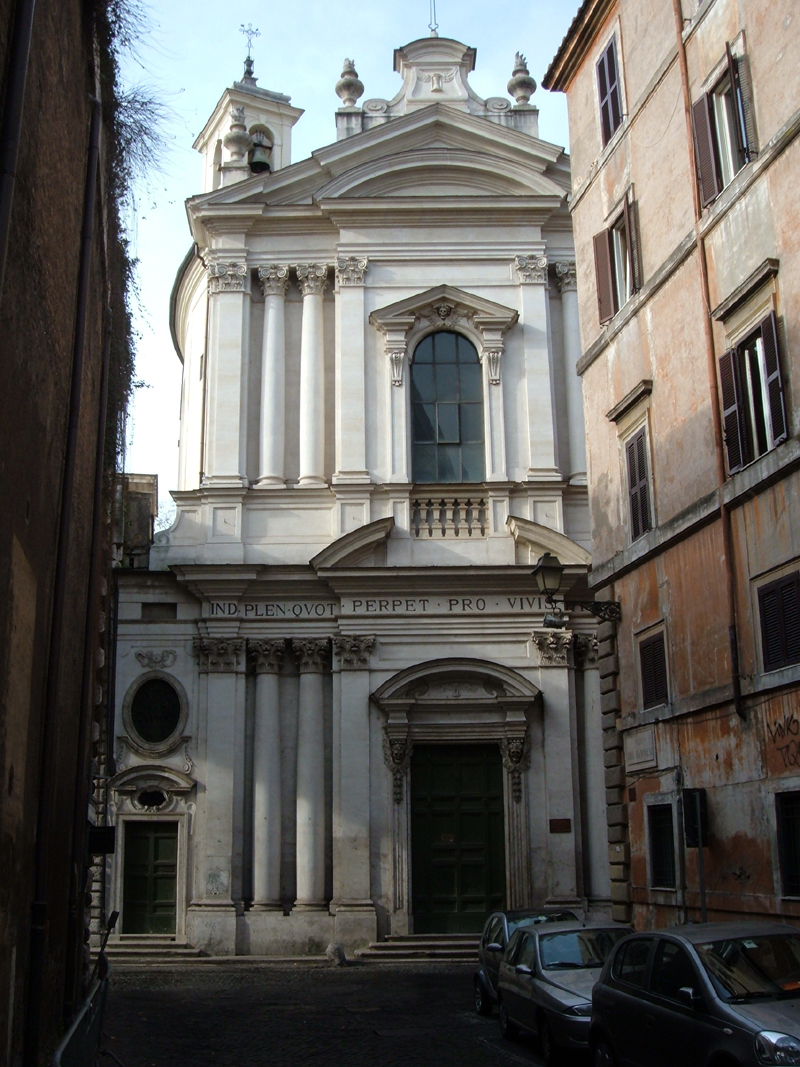
Santa Maria dell'Orazione e Morte.

## Piazzor i urval
- Piazza Capo di Ferro
- Piazza della Quercia
- Piazza delle Cinque Scole
- Piazza Farnese
- Piazza della Moretta
- Campo dei Fiori

## Gator och gränder i urval
- Via Giulia
- Vicolo del Malpasso